# Jumpin' Gene Simmons
Jumpin' Gene Simmons (Tupelo, 10 juli 1933 - aldaar, 29 augustus 2006) was een Amerikaanse country-, rockabilly- en rock-'n-roll-muzikant.

## Biografie
Simmons groeide op in Tupelo, de thuisstad van Elvis Presley. Begin jaren 1950 begon hij te spelen op een oude gitaar, die zijn zusters hadden meegebracht en spoedig trad hij op bij de radio en op dansen met zijn broers. In 1954 ontmoette Simmons voor de eerste keer Elvis Presley.
Reeds een paar weken later werd voor Presley een concert georganiseerd in Tupelo en Presley's manager Bob Neal contracteerde Simmons en zijn broers voor het voorprogramma. Na de show verzocht hij Presley om voor Simmons een ontmoeting te arrangeren met Sam Phillips van Sun Records. Presley bewees Simmons de gunst en Phillips was zo onder de indruk van Simmons, dat hij al vanaf 1956 sessies voor hem opzette. Tot Simmons vroege opnamen behoorden onder andere Drinkin' Scotch en een versie van de rhythm-and-blues-klassieker Shake, Rattle and Roll.
Nadat Simmons in 1957 verder regelmatig in de Sun-studio was, maar er geen platen werden uitgebracht, verscheen in 1958 Simmons eerste plaat I Done Told You en een nieuwe opname van Drinkin' Scotch, nu Drinkin' Wine genoemd. Sun Records had echter genoeg artiesten en projecten te onderhouden, zodat voor zijn single de nodige reclame ontbrak en de plaat een flop werd. Het zou Simmons enige publicatie blijven bij Sun Records.
Na zijn tijd bij Sun Records ging Simmons op tournee door de Verenigde Staten en nam hij enkele te verwaarlozen singles op. In Canada ontmoette hij zijn latere echtgenote en toen hij met haar terugkeerde naar Memphis, verschafte producent en voormalig rockabilly-muzikant Ray Harris hem een contract bij het nieuwe label Hi Records. Begin jaren 1960 begon Simmons als zanger te werken bij het combo van Bill Black en had hij met Your True Love / Teddy Bear zijn eerste single bij Hi Records. A- en B-kant waren covers van de hits van Carl Perkins resp. Elvis Presley. Tijdens de opvolgende jaren nam Simmons talrijke songs op voor Hi Records, echter kon zich geen enkele plaatsen voor de nationale hitlijst. Rond 1964 trad hij vaak op met Sam the Sham & the Pharaohs in clubs en hoorde hij diens song Haunted House. De producenten van Hi Records wilden, dat Sam the Sham dit nummer opnam voor hun label, maar deze weigerde. Daarom lieten ze Simmons de song opnemen, die daarmee zijn eerste hit had. Haunted House plaatste zich in 1964 in de Billboard Hot 100 (#11).
Een verder succes kon Simmons echter niet meer leveren en hij verdween dan ook snel uit het nationale muziekcircuit. Tijdens de daaropvolgende jaren trad hij op regionale basis op, schreef songs en bracht platen uit bij kleine labels. Hij speelde country en rockabilly en woonde vanaf 1987 in Nashville, waar hij werkte voor een uitgever. Zijn laatste commerciële succes had Simmons in 1987, toen Tim McGraw zijn song Indian Outlaw opnam en daarmee een hit scoorde. In 2006 coverde Brian Setzer Peroxide Blond and a Hopped Up Model Ford.

## Overlijden
Gene Simmons overleed in 2006 op 73-jarige leeftijd in Tupelo na een lang ziekbed.

## Discografie

### Singles
- 1958:	Drinkin' Wine / I Done Told You (Sun Records)
- 1959:	Sharlene / I'm Alone (Judd)
- 1959:	Out of This World / You Love Me Too (Argo Records)
- 1960:	Shenandoah Waltz / The Waiting Game (Sandy)
- 1960:	Bad Boy Willie / Goin' Back to Memphis (Checker Records)
- 1961:	Your True Love / Teddy Bear (Hi Records)
- 1961:	The Shape You Left Me In / No Other Guy (Hi Records)
- 1961:	Hop Scotch / Little Rag Doll (Tupelo)
- 1962:	Be Her #1 / 'Twist' Caldonia (Hi Records)
- 1964:	Haunted House / Hey, Hey, Little Girl (Hi Records)
- 1964:	The Dodo / The Jump (Hi Records)
- 1966:	The Batman / Bossy Boss (Hi Records)
- 1966:	Go on Shoes / Keep That Meat in the Pan (Hi Records)

### Niet uitgebrachte nummers
1956 bij Sun Records
- Blues at Midnight (Version 1)
- Blues at Midnight (Version 2)
- Chains of Love
- Down on the Border
- Drinkin’ Scotch
- Pop and Mama (Version 1)
- Pop and Mama (Version 2)
- Shake, Rattle and Roll

1957 bij Sun Records
- Crazy Woman (Version 1)
- Crazy Woman (Version 2)
- I Don't Love You Baby
- If I'm Not Wanted
- Juicy Fruit (Version 1)
- Juicy Fruit (Version 2)
- Money, Money, Money (Version 1)
- Money, Money, Money (Version 2)

1958 bij Sun Records
- I Done Told You (alt. Version)
- Peroxide Blond and a Hopped Up Model Ford

Jaartal niet bekend
- Goin' Back to Memphis (Chess Records, alt. versie)
- The Shape You Left Me In (Chess Records, alt. versie)
- Invitation to the Blues (Hi Records)
- Listen to Me Lie (Hi Records)
- Wedding Bells (Hi Records)

### Albums
- 1964: Jumpin' Gene Simmons (Hi Records)
- 1988: Goin' Back to Memphis (Hi Records)
- 1988: I Done Told You (Sun Records)
- 2006: Drinkin’ Wine: The Sun Years, Plus (Bear Family)

- Gemeinsame Normdatei: 1034766929
- International Standard Name Identifier: 0000 0000 4172 660X
- Library of Congress Control Number: no98005811
- MusicBrainz: 5854a6da-4e3d-4ff6-9827-195e3f07dcaa
- Virtual International Authority File: 61155882
- WorldCat: E39PBJrgGF7pCYkxCfDmfbFtKd